# Cofa

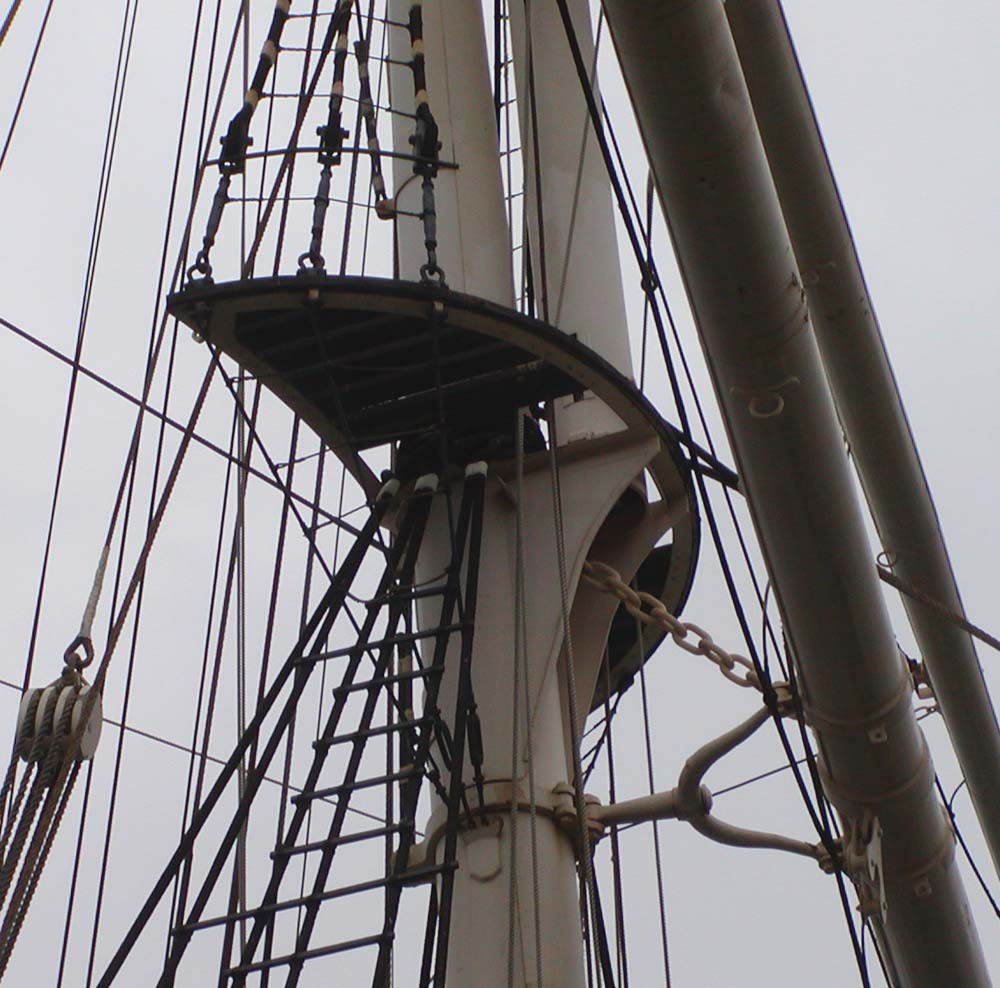
Cofa.

En náutica, la cofa es una especie de plataforma que se forma de piezas de madera en lo alto de los palos mayores, sobre los baos y crucetas establecidos a este fin en aquel paraje.
Tiene la figura de una D mayúscula de imprenta, aunque algo más escuadrada o no tan arqueada en la parte circular y cuyo frente mira hacia proa. En lo antiguo era redonda, o formaba un círculo perfecto.
Sirve para hacer formar la obencadura de los masteleros de las gavias, facilitar la maniobra de estas y demás velas altas; y en los combates es un reducto de donde se hace fuego al enemigo.

## Etimología
Cofa procede de la palabra catalana "cofa" derivada a su vez del árabe "qúffa". A la cofa se le da también los nombres de canasta y gavia; y en las galeras carchés, galcés y garcés.

## Tipos
- Cofa de enjaretado
- Cofa de entablado

## Descripción
Es una plataforma formada por varias tablas dispuestas de proa a popa y unida por barrotes transversales. Se colocan en lo alto de los palos y sirve para asegurar cables de la maniobra del buque y apostar los vigías por alto. 
En las carabelas y los galeones antiguos podía ser una caja redonda de madera algo más cómoda, que más adelante fue llamada torre de observación.
Las cofas podían contar a veces con una barandilla parcial. Era además un puesto ideal para los francotiradores en las batallas navales: de hecho, el famoso almirante lord Nelson pereció en la batalla de Trafalgar por el tiro de un francotirador que le disparó instalado en la cofa de la Redoutable.